# Station Gorzów Chrzanowski
Station Gorzów Chrzanowski is een spoorwegstation in de Poolse plaats Gorzów.